# Pönui-Nunatak
Der Pönui-Nunatak ist ein 320 m hoher Nunatak im Südosten der antarktischen Ross-Insel. Er ragt 1 km südöstlich des Slattery Peak und 9 km südwestlich von The Knoll unweit der Nahtstelle zwischen Ross-Insel und Ross-Schelfeis auf.
Das New Zealand Geographic Board benannte ihn im Jahr 2000 nach einem Begriff aus dem Māori für „Südwind“.